# Retossigmoidoscopia
A Retossigmoidoscopia é um exame endoscópico de imagem realizado através da observação direta do interior do canal anal, reto e cólon sigmóide e intestino grosso (porção final). Este exame pode ser realizado tanto com aparelho rígido como com aparelho flexível, sendo que o alcance de visão deste último é maior. Não requer sedação ou anestesia e, em geral, os pacientes podem retornar às atividades normais após o exame.Ela é capaz de diagnosticar desde patologias simples como: hemorróidas, fissuras e fístulas até doenças mais importantes como doenças inflamatórias crônicas, pólipo e neoplasia (algum tumor)Hemorróida,Fissura Fístula Condiloma, Abscesso Úlceras e doenças do reto e sigmóide.
O exame pode ser complementado com [biópsia]s, cultura de materiais e [citologia]s, quando necessário.
A Retossigmoidoscopia é rapidamente realizada, é indolor e não é necessário sedar o paciente. O preparo consiste em uma pequena lavagem intestinal realizada pelo próprio paciente algumas horas antes do exame.
A porção do aparelho que entra em contato com o paciente é descartável. O seu uso é exclusivo para cada exame.
A Retossigmoidoscopia será solicitada quando forem observados os seguintes sintomas: sangramento junto à escamações, dor para evacuar, saliência peri-anal, secreções anormais (muco ou pus), dor retal, alteração do ritmo das evacuações, diarreias crônicas, anormalidades do formato das fezes e perda espontânea de fezes.
O exame pode ser realizado com o paciente em posição geno peitoral (de joelhos) ou em decúbito lateral esquerdo (deitado de lado).
Não é necessário fazer jejum, mas deve evitar alimentar-se após o enema para não correr risco de vômito durante o exame.
Não há limitações por doenças (diabetes, hipertensão e cardiopatia) ou idade, porém, em algumas clínicas só realizam o exame em pacientes a partir de 12 anos.